# Samogitski jezik
Samogitski jezik (ISO 639: sgs; samogitijski, žemaitski: žemaitiu ruoda ili žemaitėška, litavski: žemaičių tarmė) jedan od baltičkih jezika, prije vođen kao dijalekt litavskog jezika. Govori se pretežno u Samogitiji (pokrajini u zapadnom dijelu Litve). Nastao je iz istočnobaltčke porodice jezika i jako je sličan litavskom jeziku. 

## Povijest
Znanstvenici smatraju da su Samogiti potomci latvijskih Semigalaca (Zemgaļi) i Kura. Od semigalskog je nastao južni poddijalekt samogitijskog dijalekta, a od kuronskog sjeverni i zapadni poddijalekt. Najraniji zapisi u samogitijskom dijalektu su se pojavili u 19. stoljeću.
30. lipnja 2010. dobio je identifikator [sgs] čime je priznat posebnim jezikom, nakon što je iz litavskog izdvojen samogitski, dok je prijedlog o priznavanju standardnog litvanskog [ltb] odbijen

## Unutarnje poveznice
- Samogitska wikipedija

## Vanjske poveznice
- The Samogitian Dialect Group